# 공신 손인필 비각
공신 손인필 비각은 대한민국 전라남도 구례군 구례읍 봉북리에 있다. 2009년 5월 25일 구례군의 향토문화유산 제25호로 지정되었다.

## 개요
의사(義士) 손인필은 고려때 효자 손순흥(928~994)의 후손으로써 석주성과 노량해전에서 분전하다 순절하였다. 정유재란 시 석주성이 무너지기 3일전에 이순신 장군이 통제사로 재임되어 잠시 석주성에 이르렀을 때 손인필과 그의 장남 손응남은 충무공을 따라 그 막하에서 활약하였고, 이순신장군이 떠난 후에는 三男 淑男에게 석주성을 지키게 하였고 장남 應男을 잃고 손인필도 교전하다가 적탄에 순절한 그의 충절을 기리고자 공이 서거 후 4년째인 1602년 선조 35년에 초혼장으로 현 구례군 간전면 삼산리 뒷산에 안장하였고, 이 비각은 1964년 그 후손들이 그의 충절을 기리고자 세운 것이다.